# Laura Giordano (soprano)
Laura Giordano (Palermo, 9 giugno 1979) è un soprano italiano.

## Biografia
Nata a Palermo, Laura Giordano ha fatto molto giovane il suo debutto operistico in Noye's Fludde di Benjamin Britten. Ha poi cantato in numerosi festival e teatri d'opera in Europa, Asia e America del Nord, tra i quali il Teatro alla Scala, il Festival di Salisburgo, l'Opéra National de Paris, il Rossini Opera Festival di Pesaro, e la Santa Fe Opera nel Nuovo Messico.
Il cuore del repertorio della Giordano è formato dalle opere di Donizetti, Verdi, Mozart e Puccini. I suoi ruoli donizettiani comprendono Norina (Don Pasquale) eseguito sotto la direzione di Riccardo Muti al Ravenna Festival, al Théâtre des Champs-Élysées di Parigi, a Liegi, Colonia, Como, Mosca e Pietroburgo, e in altre esibizioni a Santiago del Cile, Treviso, al Teatro Massimo Bellini di Catania, e a Ferrara; Adina (L'elisir d'amore) a Las Palmas Tel Aviv, Maribor e Oderzo; Marie (La fille du régiment) al Teatro Massimo di Palermo, a Lecce e in tour col Teatro Comunale di Bologna al Savonlinna Opera Festival; inoltre Betly (Betly) alla Konzerthaus di Berlino.
Le sue interpretazioni di opere verdiane comprendono Falstaff (Nannetta) a Milano diretta da Riccardo Muti, e a Strasburgo, Roma, Bruxelles, Lione, all'Opera di Santa Fe, al Teatro Regio di Torino, e alla Berwaldhallen di Stoccolma; Rigoletto (Gilda) al Seoul Arts Center, a Fano e adAncona; Un ballo in maschera (Oscar) diretto da Antonio Pappano all'Accademia Nazionale di Santa Cecilia, sotto la bacchetta di Valerij Gergiev al Teatro Regio di Parma, e a Nizza e Trieste; e Don Carlo (Tebaldo) diretto da Zubin Mehta al Maggio Musicale Fiorentino.
Tra i suoi ruoli mozartiani vi sono Pamina (Die Zauberflöte) a Palermo;, Donna Anna (Don Giovanni) a Palermo e altrove, Susanna (Le nozze di Figaro) al Teatro Regio di Parma, Semperoper a Dresda al Teatro Carlo Felice a Genova, e a Reggio Emilia; Zerlina (Don Giovanni) all'Opernhaus Zürich; Despina (Così fan tutte) a Palermo, Catania e Zurigo;  e Barbarina (Le nozze di Figaro) all'Opéra Bastille di Parigi.
Ha cantato il ruolo di Musetta ne La bohème di Puccini più volte, comprese delle rappresentazioni al Teatro alla Scala, al Teatro Real di Madrid, a Catania, e all'Opéra Royal de Wallonie. Ha cantato anche la parte di Lauretta nel Gianni Schicchi di Puccini in un'esibizione a Lisbona.
Il primo ruolo della è stato quello di Elvira ne I puritani di Bellini al Teatro Massimo Bellini di Catania.
I suoi altri ruoli significativi, alcuni dei quali in opere raramente rappresentate, sono stati Livietta (Il ritorno di Don Calandrino) diretta da Riccardo Muti al Festival di Salisburgo a Ravenna, a Las Palmas in Pisa, e a Piacenza; Corinna (Il viaggio a Reims) a Pesaro, al Teatro Real de Madrid e al Rossini in Wildbad opera festival; Coraline (Le toréador) a Palermo; Carolina (Il matrimonio segreto) al Théâtre des Champs-Élysées a Parigi, al Barbican Centre di Londra, e a Palermo; Donna Fulvia (La pietra del paragone) al Théâtre du Châtelet a Parigi; Elena (Il cappello di paglia di Firenze) al Maggio Musicale Fiorentino; Sylvie (La colombe) all'Accademia Musicale Chigiana; Vi (Blue Monday) at the Teatro Nacional de São Carlos in Lisbon; and Aminta (L'Olimpiade) at Festival de Beaune.
Laura Giordano si è esibita come solista nel Requiem di Mozart alla Basilica di San Giovanni in Laterano; negli Stabat Mater di Rossini e di Poulenc a Palermo; Poulenc's Stabat Mater in Palermo;  la Messa n. 6 di Schubert al Festival di Saint-Denis;  la Messa dell'incoronazione di Mozart al Mozart Festival de La Coruña;  la Quarta sinfonia di Mahler a Kazan; i Carmina Buranadi Orff  al Teatro Fraschini di Pavia, a Ravenna e alle Terme di Caracalla a Roma.
Nel 2010 la Giordano comparve come artista ospite al concerto di Roberto Alagna alle Arènes de Bayonne dedicato a Luis Mariano. Nel 2014 partecipò allo show televisivo Il meglio d'Italia trasmesso su Rai 1 e condotto da Enrico Brignano, eseguendo brani da Rigoletto e La traviata, e fece anche un'apparizione nello show Si può fare! come insegnante vocale di Karin Proia. Inoltre, nello stesso anno la Giordano fece il suo debutto come attrice nel suo primo film, Laurus Nobilis.

## Discografia

### DVD
- La bohème, Giacomo Puccini. Opus Arte, OA 0961, 2006[147][148]
- La pietra del paragone, Gioachino Rossini. Naive, V5089, 2007[149][150][151]
- Don Pasquale, Gaetano Donizetti. Arthaus Musik, 101303, 2007[152][153]
- Riccardo Muti - Lezioni concerto, 5. La lezione: Muti incontra Cimarosa. Gruppo Editoriale L'Espresso S.p.A., 2009[154]
- Roberto Alagna Live. Deutsche Grammophon, LC00173 - 0762797 - EDV17, 2010

### CD
- Rossini Discoveries, Gioachino Rossini. Decca, 4702982, 2002[155]
- L'Olimpiade, Antonio Vivaldi. Opus 111, OP30316, 2003[156][157][158]
- Don Pasquale, Gaetano Donizetti. RAI Trade, RTTI 0002, 2008
- Il ritorno di Don Calandrino, Domenico Cimarosa. Gruppo Editoriale L'Espresso S.p.A., 2009[154]

### Interviste
- Il Flauto Magico di Mozart debutta al Teatro Massimo, Repubblica Tv, 17 ottobre 2015
- Mi garba cantare a casa del doge, Messaggero Veneto, 30 giugno 2015
- Cavalleria e Toréador, un dittico al Massimo di Palermo, Repubblica Tv, 16 aprile 2015
- Laura Giordano: "La musica? È arrivata come uno schiaffo", Sicilia in Rosa, 16 febbraio 2016
- Sottovoce – Laura Giordano, Rai 1, 25 luglio 2012

| Controllo di autorità | VIAF (EN) 39638130 · ISNI (EN) 0000 0001 1057 4890 · SBN INTV035210 · LCCN (EN) no2003024406 · GND (DE) 1128740095 · BNF (FR) cb146567872 (data) · J9U (EN, HE) 987007324941305171 |